# Nuoto pinnato ai Giochi mondiali 2022 - 400 m superficie femminile
La gara dei 400 m superficie femminile di nuoto pinnato ai Giochi mondiali 2022 si è svolta il 9 luglio 2022 a Birmingham. Il programma non prevedeva turni preliminari ma solamente la finale.

## Risultati
| Pos | Atleta              | Nazione  | Tempo   |
| --- | ------------------- | -------- | ------- |
|     | Johanna Schikora    | Germania | 3:14.22 |
|     | Sofiia Hrechko      | Ucraina  | 3:16.22 |
|     | Anastasiia Antoniak | Ucraina  | 3:18.84 |
| 4   | Lilla Blaszak       | Ungheria | 3:20.89 |
| 5   | Anita Szabo         | Ungheria | 3:22.80 |
| 6   | Elena Poschart      | Germania | 3:27.30 |
| 7   | Gamila Aly Saber    | Egitto   | 3:33.23 |
| 8   | Sijia Chen          | Cina     | 3:53.61 |